# Grapsobranchus affinis
Grapsobranchus affinis is een nomen nudum bedoeld voor een borstelworm maar onvoldoende beschreven en getypificeerd om een bestaand taxon ondubbelzinnig mee aan te kunnen duiden.
De wetenschappelijke naam werd in 1885 gepubliceerd door Wagner.